# ギリシャ王家の紋章
ギリシャ王家の紋章（ギリシャおうけのもんしょう）は、ギリシャが王国であった期間（1832年 - 1924年、1935年 - 1973年）に使用された公式紋章であった。

## ヴィッテルスバッハ家の紋章

ギリシャ王家としてのヴィッテルスバッハ家の紋章（1833年 - 1862年）

紋章はバイエルン王国の影響を受けており、ギリシャの印である青い背景に白い十字に王冠が付けられ、それを囲む2匹の王冠をかぶった獅子に支えられている。さらに十字の中央にはヴィッテルスバッハ家のシンボルであるバイエルンの特徴あるひし形（バイエルン王国の国旗と同じ）が描かれている。
オソン1世がギリシャ王であった1832年から1862年までこの紋章が使用された。

## グリュックスブルク家の紋章

ギリシャ王家としてのグリュックスブルク家の紋章（1863年 - 1973年）

オソン1世が亡命した後、ギリシャ王国が復活する時、デンマークからゲオルギオス1世が新たな王に選ばれたが、新たな紋章はデンマーク王家（シュレースヴィヒ＝ホルシュタイン＝ゾンダーブルク＝グリュックスブルク家）の強い影響を受けていた。紋章の中心は青い背景に白い十字が描かれるギリシャの国章のままであった。十字の中央にグリュックスブルク家の紋章で使用される盾章が描かれている。また、盾の上には冠が描かれ、伝説の英雄、ヘラクレスをあらわす2人の男が支えている。ソティロス章（en）のメダルとリボンが盾章から垂れ下がり、下側の旗にはモットー『Ισχύς μου η Αγάπη του Λαού（民衆は私の力を愛する）』と書かれている。この紋章は王国の硬貨と1880年から1973年まで使用された公式文書に使用され（1924年から1935年の共和国時代は除く）現在も旧ギリシャ王家によって使用されている。